# SVCam-ECO
Die SVCam-ECO ist eine Kamera zur industriellen Bildverarbeitung. Sie wird gebaut von SVS-VISTEK in Deutschland. Bei ihrer Einführung zur VISION Stuttgart 2008 war sie mit den Abmessungen von 38 mm × 33 mm × 38 mm die kleinste industrielle Kamera mit GigE-Vision Standard.

## Sensoren
Die SVCam-ECO ist mit CCD-Sensoren von Sony bestückt.

## Ausführungen
Die SVCam-ECO gibt es in drei Gehäuseformen. Standard, PoE und IP67.
In der IP67-Bauform, BlackLine erfüllt sie die Schutzart IP67. Sie ist 'staubdicht' und 'vollständig gegen Berührung geschützt'. Dazu ist sie geschützt gegen einen 'starken Wasserstrahl'.

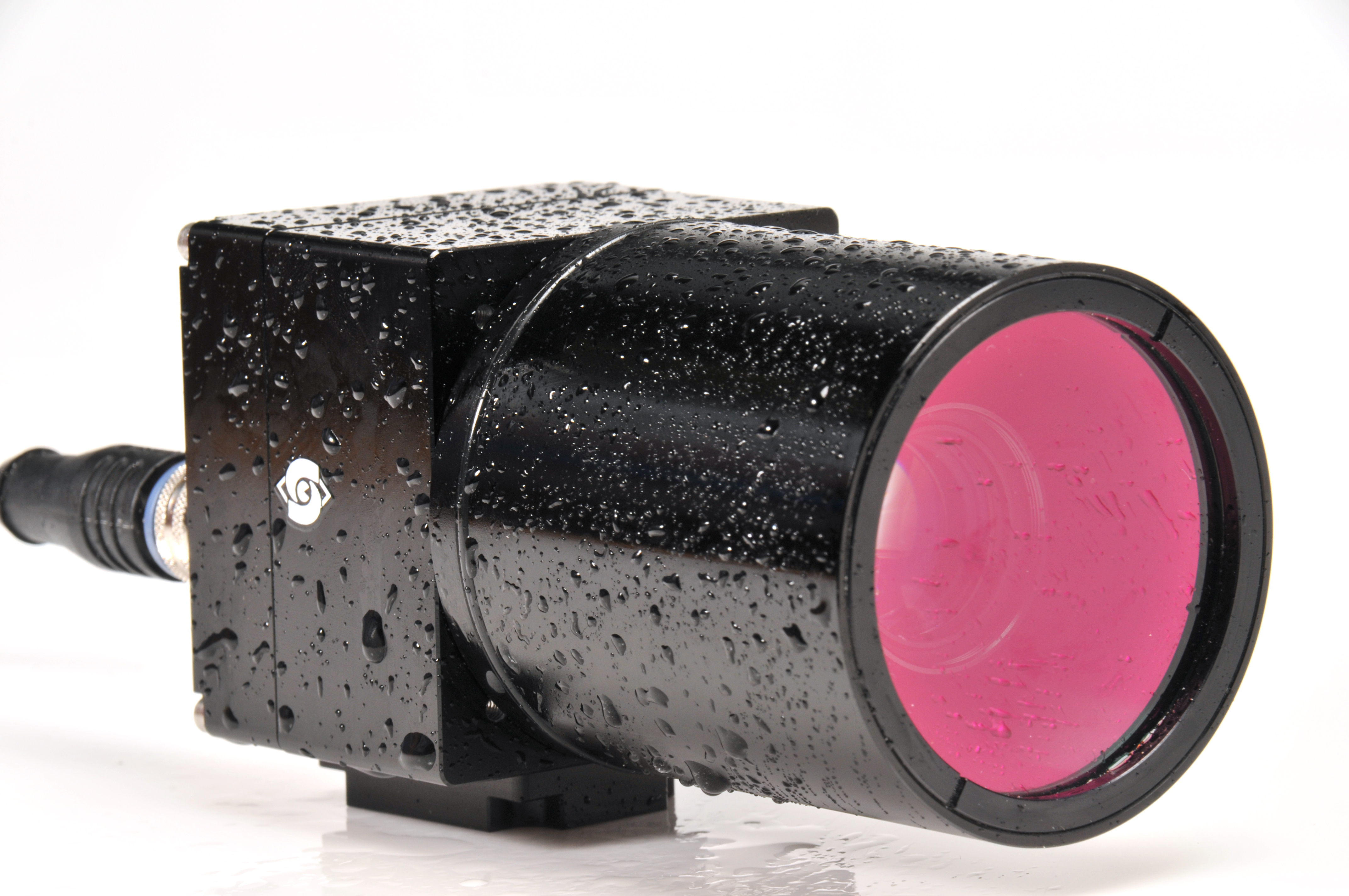
BlackLine mit Objektivschutz
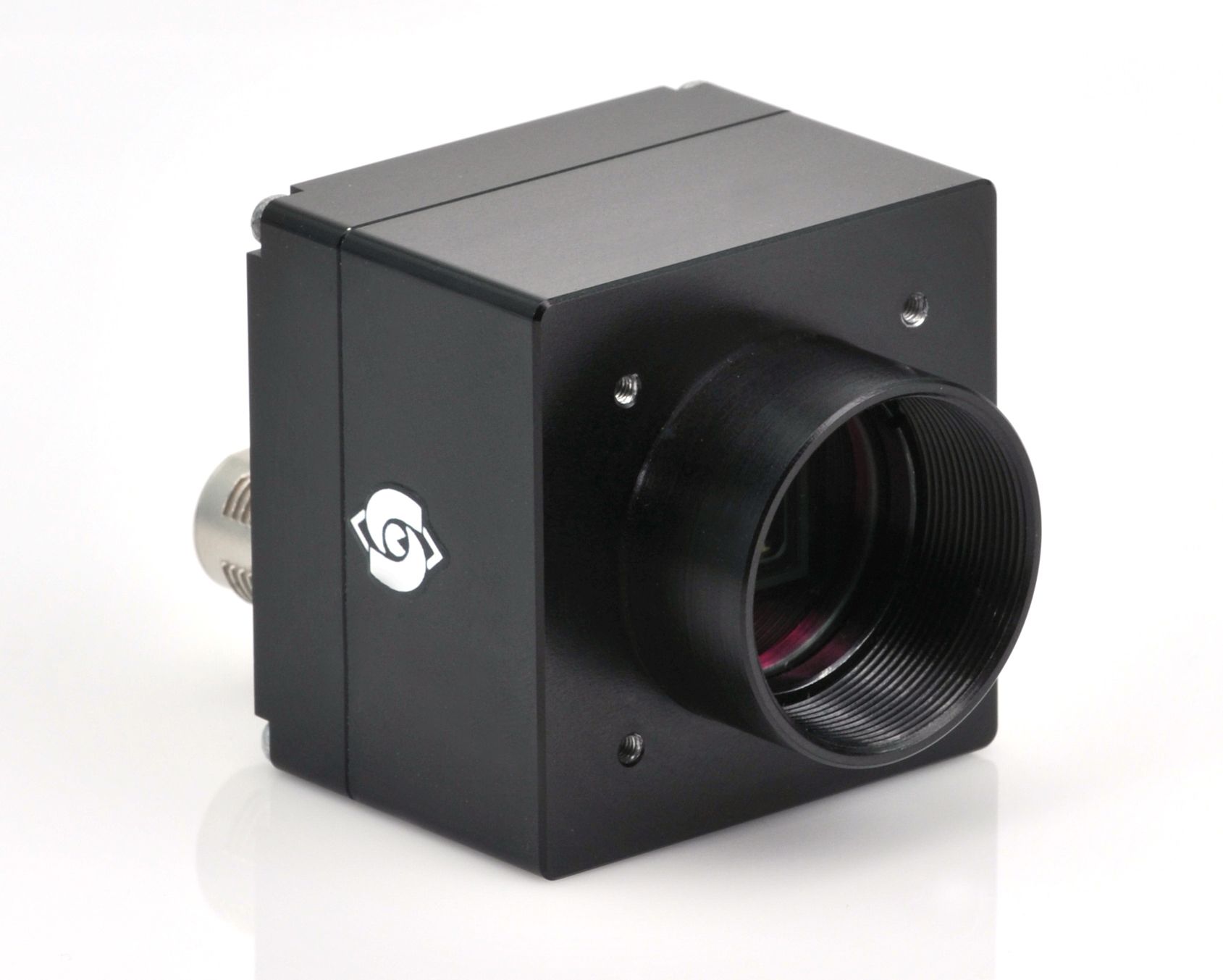
SVCam-ECO BlackLine
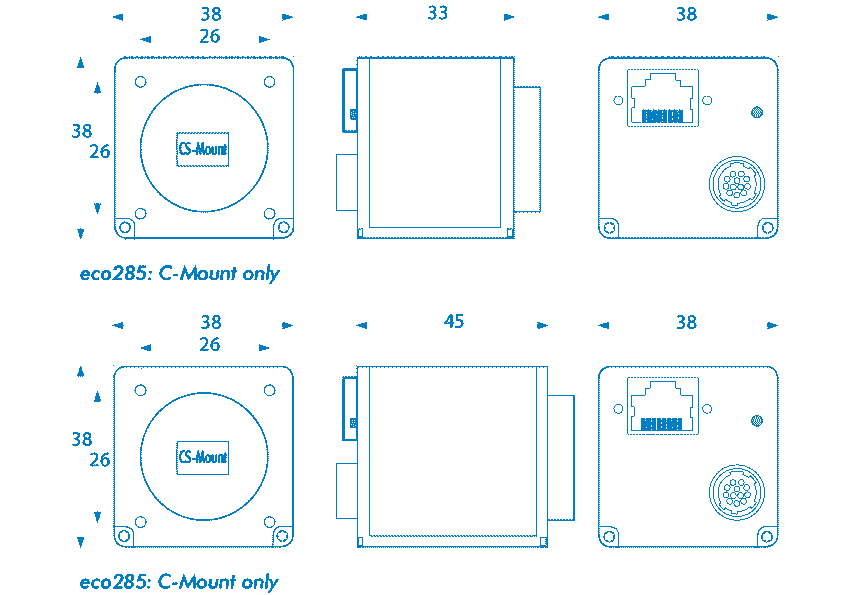
SVCam-EVO 285 Dimensions (mm)